# Naturschutzgebiet Lesmicker-Siepen
Das Naturschutzgebiet Lesmicker-Siepen ist ein 6,36 ha großes Naturschutzgebiet (NSG) südöstlich von Meinerzhagen im Märkischen Kreis in Nordrhein-Westfalen. Das NSG wurde 2001 vom Kreistag des Märkischen Kreises mit dem Landschaftsplan Nr. 6 Meinerzhagen ausgewiesen.

## Gebietsbeschreibung
Bei dem NSG handelt es sich um das Wiesental der mäandrierenden Lesmicke mit deren Flussaue. In der Aue liegt meist Wald und etwas Grünland. Teilweise befinde sich Nass- und Feuchtgrünland im NSG. Das Grünland ist teilweise brach gefallen. Im NSG befinden sich auch Quellen.

## Schutzzweck
Das Naturschutzgebiet wurde zur Erhaltung und Entwicklung des Wiesentals und als Lebensraum gefährdeter Tier und Pflanzenarten ausgewiesen. Wie bei anderen Naturschutzgebieten in Deutschland wurde in der Schutzausweisung darauf hingewiesen, dass das Gebiet „wegen der landschaftlichen Schönheit und Einzigartigkeit“ zum Naturschutzgebiet wurde.
Für das NSG gibt es das spezielle Verbot „die bodenständigen Nasswaldbereiche (Erlensumpfwald, Bach-Erlen-Eschenwald, Quellbereich im Buchenwald) rein forstlich zu nutzen“.